# Jan Lindhardt
Jan Holger Lindhardt (født 24. april 1938 i København, død 11. november 2014) var en dansk teolog og skribent. 
Han blev cand.theol. fra Københavns Universitet 1962, dr.theol. 1983. Han var biskop over Roskilde Stift 1997-2008 og efterfulgtes i 2008 af Peter Fischer-Møller. 
2004 blev han Kommandør af Dannebrog.
Jan Lindhardt blev ofte brugt i fjernsyn og aviser til at kommentere udviklinger i Folkekirken og forklare folkekirkelige sager.

## Privat
Han var søn af professor dr.theol. P.G. Lindhardt og Gerda Winding. Han var storebror til præsten Mogens Lindhardt, og onkel til skuespilleren Thure Lindhardt. Han var gift med biskop Tine Lindhardt.
Sammen har de sønnerne Lars Gustav Lindhardt (født 1987), som er sognepræst og Frederik Lindhardt (født 1989), som er kandidat i retorik og konsulent inden for ledelse og kommunikation.